# Coppa Italia Dilettanti 1976-1977
La Coppa Italia Dilettanti 1976-1977 è stata la 11ª edizione di questa competizione calcistica italiana. È stata disputata con la formula dell'eliminazione diretta ed è stata vinta dal Casteggio.
La competizione era riservata alle migliori squadre militanti nel primo livello regionale. Il primo turno veniva disputato a livello regionale, poi si passava a livello interregionale con gare di andata e ritorno. La finale veniva disputata in campo neutro.
L'edizione, come detto sopra, è stata vinta dal Casteggio, che superò in finale la Sangiuseppese; le altre semifinaliste furono Contarina ed Assisi.

## Partecipanti
Le 256 partecipanti vengono così ripartite fra i vari comitati regionali:
| Numero squadre | Comitati regionali    | Comitati regionali    | Comitati regionali | Comitati regionali | Comitati regionali | Comitati regionali | Comitati regionali  | Comitati regionali  | Comitati regionali  | Comitati regionali  | Comitati regionali  | Comitati regionali  |
| -------------- | --------------------- | --------------------- | ------------------ | ------------------ | ------------------ | ------------------ | ------------------- | ------------------- | ------------------- | ------------------- | ------------------- | ------------------- |
| 32             | Lombardia             | Lombardia             | Lombardia          | Lombardia          | Lombardia          | Lombardia          | Lombardia           | Lombardia           | Lombardia           | Lombardia           | Lombardia           | Lombardia           |
| 20             | Campania              | Campania              | Campania           | Campania           | Toscana            | Toscana            | Toscana             | Toscana             | Veneto              | Veneto              | Veneto              | Veneto              |
| 18             | Emilia-Romagna        | Emilia-Romagna        | Emilia-Romagna     | Emilia-Romagna     | Emilia-Romagna     | Emilia-Romagna     | Emilia-Romagna      | Emilia-Romagna      | Emilia-Romagna      | Emilia-Romagna      | Emilia-Romagna      | Emilia-Romagna      |
| 14             | Friuli-Venezia Giulia | Friuli-Venezia Giulia | Lazio              | Lazio              | Liguria            | Liguria            | Piemonte            | Piemonte            | Puglia              | Puglia              | Sicilia             | Sicilia             |
| 12             | Abruzzo               | Abruzzo               | Abruzzo            | Calabria           | Calabria           | Calabria           | Marche              | Marche              | Marche              | Sardegna            | Sardegna            | Sardegna            |
| 6              | Umbria                | Umbria                | Umbria             | Umbria             | Umbria             | Umbria             | Umbria              | Umbria              | Umbria              | Umbria              | Umbria              | Umbria              |
| 4              | Basilicata            | Basilicata            | Basilicata         | Basilicata         | Basilicata         | Basilicata         | Trentino-Alto Adige | Trentino-Alto Adige | Trentino-Alto Adige | Trentino-Alto Adige | Trentino-Alto Adige | Trentino-Alto Adige |

## Prima fase

### Friuli-Venezia Giulia
```
14 squadre
Non ammesse: 
Brugnera
, 
Cormonese
, 
Corno
, 
Cordenonese
, 
Pro Gorizia
 e 
Ponziana
.
Dalla 
Prima Categoria
: 
Maniago
 e 
Bertiolo
 (dal girone A) e 
San Canzian
 e 
Pieris
 (dal girone B).
```

| Squadra 1            | Totale          | Squadra 2        | Andata     | Ritorno    |
| -------------------- | --------------- | ---------------- | ---------- | ---------- |
| PRIMO TURNO          | PRIMO TURNO     | PRIMO TURNO      | 05.09.1976 | 12.09.1976 |
| Fontanafredda        | 1 – 1 (4-3 dtr) | Sacilese         | 0 – 1      | 1 – 0      |
| Maniago              | 4 – 1           | Bertiolo         | 1 – 0      | 3 – 1      |
| Palmanova            | 4 – 2           | Tarcentina       | 3 – 1      | 1 – 1      |
| Pro Cervignano       | 1 – 0           | Sangiorgina      | 0 – 0      | 1 – 0      |
| Isonzo Turriaco      | 2 – 1           | Pieris           | 0 – 1      | 2 – 0      |
| San Canzian          | 0 – 2           | Gradese          | 0 – 0      | 0 – 2      |
| San Giovanni Trieste | 2 – 5           | C.M.M. S.Michele | 1 – 4      | 1 – 1      |
| SECONDO TURNO        | SECONDO TURNO   | SECONDO TURNO    | 19.09.1976 | 26.09.1976 |
| (VEN) La Marenese    | 6 – 0           | Fontanafredda    | 3 – 0      | 3 – 0      |
| Maniago              | 1 – 1 (3-5 dtr) | Palmanova        | 1 – 0      | 0 – 1      |
| Pro Cervignano       | 5 – 2           | Gradese          | 2 – 1      | 3 – 1      |
| Isonzo Turriaco      | 0 – 5           | C.M.M. S.Michele | 0 – 4      | 0 – 1      |

### Lombardia
| Squadra 1     | Totale        | Squadra 2     | Andata     | Ritorno    |
| ------------- | ------------- | ------------- | ---------- | ---------- |
| PRIMO TURNO   | PRIMO TURNO   | PRIMO TURNO   | 05.09.1976 | 12.09.1976 |
| Casteggio     | 3 – 2         | Almè          | 1 – 1      | 2 – 1      |
| SECONDO TURNO | SECONDO TURNO | SECONDO TURNO | 19.09.1976 | 26.09.1976 |
| Casteggio     | 1 – 1 (gfc)   | Saronno       | 0 – 0      | 1 – 1      |

### Umbria
```
8 squadre
Non ammesse: 
Amerina
, 
Castiglionese
, 
Cortona Camucia
, 
Foligno
, 
Gubbio
, 
Julia Spello
, 
Lama
, 
Orte Filesi
, 
Pontevecchio
 e 
Tiberis
.
```

| Squadra 1         | Totale        | Squadra 2         | Andata     | Ritorno    |
| ----------------- | ------------- | ----------------- | ---------- | ---------- |
| PRIMO TURNO       | PRIMO TURNO   | PRIMO TURNO       | 05.09.1976 | 12.09.1976 |
| Assisi            | 1 – 0         | Tavernelle        | 1 – 0      | 0 – 0      |
| Elettrocarbonium  | 2 – 3         | Grifo Cannara     | 0 – 1      | 2 – 2      |
| Todi              | 4 – 1         | Narnese           | 3 – 0      | 1 – 1      |
| Città di Castello | 3 – 2         | Gualdo            | 2 – 1      | 1 – 1      |
| SECONDO TURNO     | SECONDO TURNO | SECONDO TURNO     | 19.09.1976 | 26.09.1976 |
| Assisi            | 3 – 2         | Grifo Cannara     | 2 – 2      | 1 – 0      |
| Todi              | 1 – 2         | Città di Castello | 1 – 1      | 0 – 1      |

### Campania
| Squadra 1     | Totale        | Squadra 2     | Andata     | Ritorno    |
| ------------- | ------------- | ------------- | ---------- | ---------- |
| PRIMO TURNO   | PRIMO TURNO   | PRIMO TURNO   | 05.09.1976 | 12.09.1976 |
| Sangiuseppese | 3 – 1         | Mondragone    | 2 – 1      | 1 – 0      |
| SECONDO TURNO | SECONDO TURNO | SECONDO TURNO | 19.09.1976 | 26.09.1976 |
| Sangiuseppese | 5 – 4         | Secondigliano | 3 – 1      | 2 – 3      |

### Puglia e Basilicata
| Squadra 1            | Totale        | Squadra 2                | Andata     | Ritorno    |
| -------------------- | ------------- | ------------------------ | ---------- | ---------- |
| PRIMO TURNO          | PRIMO TURNO   | PRIMO TURNO              | 05.09.1976 | 12.09.1976 |
| Bitonto              | 2 – 1         | Soccer Trani             | 1 – 0      | 1 – 1      |
| Noicattaro           | 2 – 0         | Castellaneta             | 2 – 0      | 0 – 0      |
| Casarano             | 2 – 1         | Novoli                   | 2 – 0      | 0 – 1      |
| Atletico Tricase     | 10 – 1        | Copertino                | 3 – 1      | 7 – 0      |
| Molfetta             | 3 – 3         | Valentino Mazzola        | 3 – 1      | 0 – 2      |
| Virtus Ferrandina    | ? – ?         | Bernalda                 | 2 – 0      | ? – ?      |
| Gianni Rivera Matera | 3 – 0         | Libertas Invicta Potenza | 3 – 0      | 0 – 0      |
| Ginosa               | 4 – 0         | Virtus Locorotondo       | 2 – 0      | 2 – 0      |
| San Severo           | 0 – 1         | Orta Nova                | 0 – 0      | 0 – 1      |
| SECONDO TURNO        | SECONDO TURNO | SECONDO TURNO            | 19.09.1976 | 26.09.1976 |
| Atletico Tricase     | 0 – 0         | Casarano                 | 0 – 0      | 0 – 0      |
| Valentino Mazzola    | 1 – 2         | Bitonto                  | 1 – 1      | 0 – 1      |
| Ginosa               | 1 – 5         | Noicattaro               | 0 – 2      | 1 – 3      |
| Recanatese           | 3 – 0         | Orta Nova                | 2 – 0      | 1 – 0      |
| Gianni Rivera Matera | 4 – 1         | Virtus Ferrandina        | 1 – 0      | 3 – 1      |

## 32esimi di finale
| Squadra 1               | Totale      | Squadra 2                  | Andata     | Ritorno    |
| ----------------------- | ----------- | -------------------------- | ---------- | ---------- |
| TERZO TURNO             | TERZO TURNO | TERZO TURNO                | 04.11.1976 | 08.12.1976 |
| (LOM) Casteggio         | 2 – 2 (dtr) | Ventimiglia (LIG)          | 1 – 1      | 1 – 1      |
| (VEN) Opitergina        | 1 – 1 (gfc) | Palmanova (FVG)            | 0 – 0      | 1 – 1      |
| (FVG) Pro Cervignano    | 3 – 5       | La Marenese (VEN)          | 2 – 2      | 1 – 3      |
| (FVG) C.M.M. S.Michele  | 3 – 0       | Miranese (VEN)             | 1 – 0      | 2 – 0      |
| (UMB) Città di Castello | 0 – 1       | Fortitudo Fabrianese (MAR) | 0 – 0      | 0 – 1      |
| (MAR) Cupramontana      | 1 – 1 (gfc) | Assisi (UMB)               | 1 – 1      | 0 – 0      |
| (CAM) Sangiuseppese     | 4 – 2       | Decimoputzu (SAR)          | 2 – 1      | 2 – 1      |
| (BAS) GR Matera         | 2 – 5       | Atletico Tricase (PUG)     | 1 – 1      | 1 – 4      |
| (CAM) Agropoli          | 1 – 1       | Noicattaro (PUG)           | 1 – 1      | 0 – 0      |
| (PUG) Bitonto           | 2 – 3       | Bagnolese (E.R.)           | 2 – 1      | 0 – 2      |

## 16esimi di finale
| Squadra 1              | Totale       | Squadra 2              | Andata     | Ritorno    |
| ---------------------- | ------------ | ---------------------- | ---------- | ---------- |
| QUARTO TURNO           | QUARTO TURNO | QUARTO TURNO           | 06.01.1977 | 23.01.1977 |
| (LOM) Casteggio        | 3 – 1        | Larcianese (TOS)       | 2 – 0      | 1 – 1      |
| (FVG) C.M.M. S.Michele | 3 – 3 (dtr)  | Sommacampagna (VEN)    | 2 – 1      | 1 – 2      |
| (UMB) Assisi           | 4 – 3        | Colligiana (TOS)       | 2 – 1      | 2 – 2      |
| (CAM) Sangiuseppese    | 4 – 1        | Noicattaro (PUG)       | 4 – 0      | 0 – 1      |
| (E.R.) Bagnolese       | 2 – 1        | Atletico Tricase (PUG) | 2 – 1      | 0 – 0      |

## Ottavi di finale
| Squadra 1           | Totale       | Squadra 2               | Andata     | Ritorno    |
| ------------------- | ------------ | ----------------------- | ---------- | ---------- |
| QUINTO TURNO        | QUINTO TURNO | QUINTO TURNO            | 20.03.1977 | 27.03.1977 |
| (LOM) Casteggio     | 3 – 1        | Argentana (E.R)         | 3 – 0      | 0 – 1      |
| (VEN) Contarina     | 1 – 1 (gfc)  | C.M.M. S.Michele (FVG)  | 0 – 0      | 1 – 1      |
| (UMB) Assisi        | 2 – 1        | L.V.P.A. Frascati (LAZ) | 1 – 0      | 1 – 1      |
| (CAM) Sangiuseppese | 3 – 3 (gfc)  | Praia (CAL)             | 2 – 0      | 1 – 3      |

## Quarti di finale
| Squadra 1           | Totale      | Squadra 2       | Andata     | Ritorno    |
| ------------------- | ----------- | --------------- | ---------- | ---------- |
| SESTO TURNO         | SESTO TURNO | SESTO TURNO     | 28.04.1977 | 12.06.1977 |
| (LOM) Casteggio     | 2 – 2 (dtr) | Fucecchio (TOS) | 1 – 0      | 0 – 1      |
| (LAZ) Gaeta         | 2 – 2 (gfc) | Assisi (UMB)    | 2 – 1      | 0 – 1      |
| (CAM) Sangiuseppese | 2 – 0       | Terracina (LAZ) | 1 – 0      | 1 – 0      |
| (VEN) Contarina     | ?           | ?               | ?          | ?          |

## Semifinali
| Squadra 1           | Totale        | Squadra 2       | Andata     | Ritorno    |
| ------------------- | ------------- | --------------- | ---------- | ---------- |
| SETTIMO TURNO       | SETTIMO TURNO | SETTIMO TURNO   | 19.06.1977 | 26.06.1977 |
| (LOM) Casteggio     | 2 – 0         | Contarina (VEN) | 1 – 0      | 1 – 0      |
| (CAM) Sangiuseppese | 2 – 1         | Assisi (UMB)    | 2 – 0      | 0 – 1      |

## Finale
La finale è stata disputata prima della finale di Coppa Italia fra Milan e Inter.
| Arbitro: | Betti (Siena) |

| |            | |
| Gravellone 54’ Scotti 88’                                                                                    | Marcatori  | |
| Branduardi Gruppi Carena Cristiani Battista Cristina Gravellone Negri Fratus (79’ Scotti) Rebecchi Scodeggio | Formazioni | Marrazzo Gazzevoli Cassese Areniello Carbone Pelagione Schettino Esposito (46’ Palma) Argentino D’Ambruoso Pietrobono |
| Filini | Allenatori | Del Giudice |